# Цаккар (річка)
Цаккар (вірм. Ծակքար) — річка, що протікає у Вірменії, на південному заході марзу Ґегаркунік. Витік річки розташований на висоті 2850 метрів, гирло — 1900 метрів, знаходиться на березі озера Севан. Довжина річки — 25,5 км. Річка має 3 притоки. На берегах річки розташовані села Цаккар та Цовасар.
| Вірменія | Це незавершена стаття з географії Вірменії. Ви можете допомогти проєкту, виправивши або дописавши її. |